# Bettina Hoffmann (Musikerin)
Bettina Hoffmann (* 1959 in Düsseldorf) ist eine deutsche Gambistin, Barockcellistin und Musikwissenschaftlerin. Sie spielt Viola da Gamba, Violoncello sowie Lira da Gamba, Fidel und Rebec.

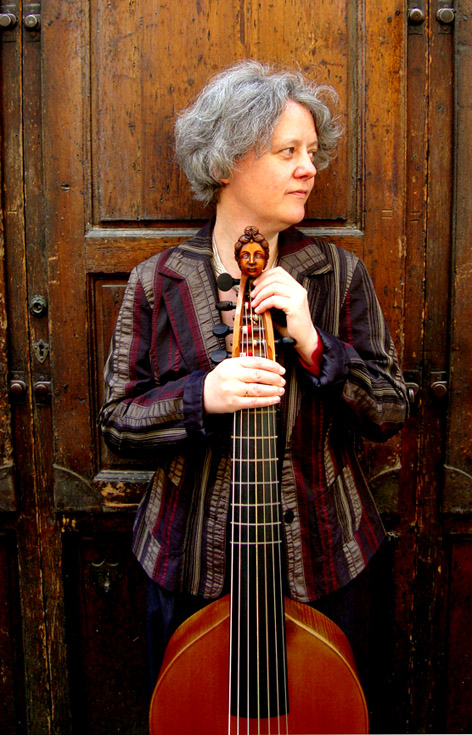
Bettina Hoffmann

## Leben
Bettina Hoffmann studierte Violoncello an der Hochschule für Musik und Darstellende Kunst Mannheim bei Daniel Grosgurin und Gambe bei Wieland Kuijken.
Zusammen mit Federico Maria Sardelli leitet sie das Ensemble Modo Antiquo, eine der führenden Gruppen Italiens auf dem Gebiet der historischen Aufführungspraxis. Sowohl als Solistin als auch mit Modo Antiquo gab sie Konzerte in Europa und gastierte bei internationalen Festivals wie den Ambraser Schloßkonzerten Innsbruck, Festival van Vlaanderen, Concertgebouw Amsterdam, Holland Festival Oude Muziek, Musica a San Maurizio, Milano, Festival d’Ambronay, Regensburger Tage Alter Musik, La Scala Milano, Musikfestspiele Potsdam, Tage Alter Musik Herne und Musica Antica Magnano.
Hoffmanns Diskografie umfasst über siebzig CD-Einspielungen, herausgekommen bei verschiedenen Labels, wie Deutsche Grammophon, Naïve, CPO, Amadeus, Opus 111, Dynamic, Brilliant Classics, Tactus usw. Darunter finden sich insbesondere eine Auswahl aus den Werken für Gambe von Marin Marais (CD «Idées grotesques»), Suiten für Gambe und Generalbass aus den Scherzi Musicali von Johannes Schenck, die Recercadas von Diego Ortiz und die Ersteinspielung der Werke für Gambe von Silvestro Ganassi. In den Jahren 1997 und 2000 wurden zwei ihrer CDs für die Grammy Awards nominiert. Ihre Einspielungen der mittelalterlichen Musik wurden vom WDR gefördert.
Als Musikwissenschaftlerin beschäftigt sie sich vor allem mit der Geschichte der Gambe und des Violoncellos. 2001 gab sie einen Katalog der solistischen und kammermusikalischen Gambenmusik heraus, 2010 erschien bei L’Epos «La Viola da gamba», eine umfassende Geschichte der Gambe, die 2014 ins Deutsche übersetzt wurde. Werke für Gambe und Violoncello von Gabrielli, Ganassi und Vivaldi edierte sie in kritischen Ausgaben und kritischen Faksimile-Ausgaben beim Bärenreiter-Verlag, bei S.P.E.S. und beim „Istituto Italiano Antonio Vivaldi“ in Venedig.
Hoffmann ist Dozentin für Gambe, Barockcello und barocke Kammermusik am Konservatorium in Vicenza und an der Scuola di Musica di Fiesole. Beim Verlag Carisch gab sie 2010 eine Gambenschule heraus. 2011 rief sie den Italienischen Gambentag ins Leben, der vom Staatspräsidenten Giorgio Napolitano mit seiner persönlichen Medaille ausgezeichnet wurde.
Bettina Hoffmann lebt seit 1982 in Florenz.

## Diskografie (Auswahl)
- Johann Sebastian Bach, Sonaten für Gambe und Cembalo, Arts
- Dança Amorosa, Die italienischen Instrumentaltänze des Mittelalters, Opus 111, Westdeutscher Rundfunk Köln, 1995
- Diego Ortiz e Silvestro Ganassi, Vollständige Werke für Gambe, Tactus, 1998
- Carmina Burana, Amadeus speciale, Westdeutscher Rundfunk Köln, 1999, Brilliant Classics, 2006
- Johann Schenck, Suiten aus Scherzi Musicali op. VI für Gambe und Generalbass, Dynamic, 1999
- Die Musik der Kreuzfahrer, Amadeus Speciale, Westdeutscher Rundfunk Köln, 2000
- Domenico Gabrielli, Vollständige Werke für Violoncello, Tactus, 2001
- Francesco Colombini, Concerti ecclesiastici und Mottetti concertati, Tactus, 2004
- Secular Songs & Dances from the Middle Ages, Brilliant Classics, 2006
- Girolamo Frescobaldi, Arie musicali, erste vollständige Aufnahme, Brilliant Classics, Frescobaldi edition, 2009
- Marin Marais, Idées grotesques, Suites für Gambe und Generalbass, Amadeus, 2010
- Girolamo Frescobaldi, Madrigali, Brilliant Classics, Frescobaldi edition, 2010

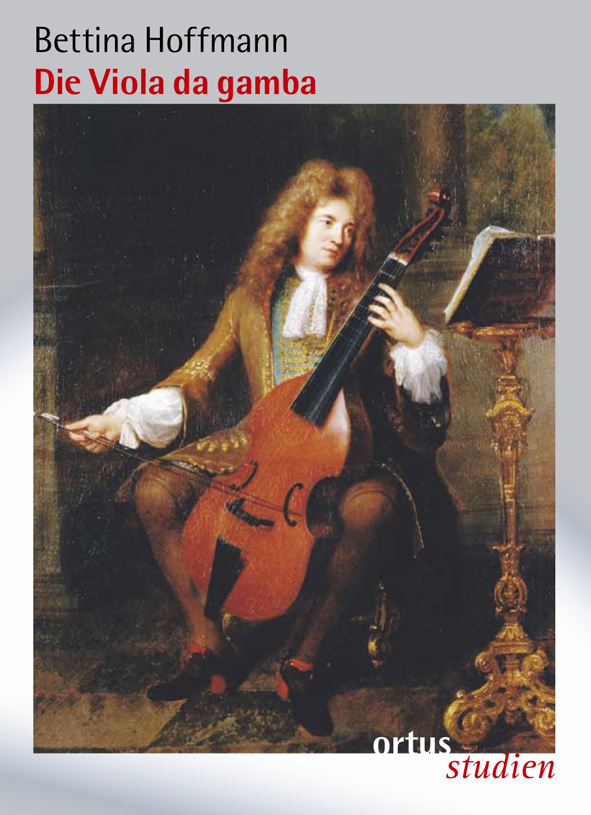
Bettina Hoffmann, „Die Viola da Gamba“, Ortus Verlag

## Musikwissenschaftliche Veröffentlichungen
- Die tiefen Streichinstrumente bei Antonio Vivaldi und in seinem Umfeld. Repertoire, Spieltechnik und Aufführungspraxis, Berlin, Beskow, Ortus Studien.
- Georg Muffat, Regulae Concentuum Partiturae, Bologna, Associazione Clavicembalistica Bolognese editore, 1991
- Silvestro Ganassi, Opere per viola da gamba, Bologna, Ut Orpheus, 1998
- Catalogo della musica solistica e cameristica per viola da gamba, Lucca, LIM, Libreria Musicale Italiana, Antiqua, 2001
- Domenico Gabrielli, L’opera completa per violoncello, Kritische Ausgabe, Hortus Musicus, Bärenreiter-Verlag, 2001
- Antonio Vivaldi, Le sonate per violoncello, kritische Ausgabe, Kassel, Bärenreiter-Verlag, 2003
- Antonio Vivaldi, Le sonate per violoncello, kritische Faksimile-Ausgabe aller Quellen, S.P.E.S., 2003
- Il violoncello all’inglese, in «Studi Vivaldiani», IV, 2004, S. 43–52.
- Dal concerto alto al concerto basso: accordature delle viole da gamba nell’Italia del Cinquecento, in «Recercare», XVI, 2004, S. 23–68.
- Katalog solistischer und kammermusikalischer Werke für Viola da gamba. Kriterien und Methode der Katalogisierung in Viola da gamba Baryton Arpeggione, Festschrift zum Symposium Alfred Lessing, Düsseldorf 2000, herausgegeben von Bernhard R. Appel und Johannes Boer, STIMU, 2004, S. 121–124
- Antonio Vivaldi, Opere per viola da gamba (viola all'inglese), Firenze, Edizione S.P.E.S., 2006
- 'Viola' – Gambe, Bratsche oder Cello? Probleme der Katalogisierung barocker Gambenmusik Italiens nach 1640, In «Viola da gamba und Viola da braccio. Symposium im Rahmen der 27. Tage Alter Musik in Herne 2002», Herausgeber Stadt Herne, Redaktion Christian Ahrens und Gregor Klinke, München, Salzburg, Verlag Katzbichler, 2006, S. 179–201.
- The Nomenclature of the Viol in Italy, in «The Viola da Gamba Society Journal», vol. 2, 2008, S. 1–16
- La viola da gamba, L’Epos, 2010
- L’arte di suonare la viola da gamba. Metodo in musica, Milano, Edizioni Carisch, 2010
- Artikel Viola da gamba, Violoncello, Contrabbasso, in «Händel-Lexikon» (Händel-Handbuch, Vol. 6, herausgegeben von Hans Joachim Marx). Laaber, Laaber Verlag, 2011
- Die Viola da Gamba, Berlin, Ortus Musikverlag, 2014
- Giuseppe Maria Tanfani, compositore e violinista del Settecento fiorentino e inventore del violino tetrarmonico in «Recercare», XXX/1–2, 2018, S. 201–226
- Die tiefen Streichinstrumente bei Antonio Vivaldi und in seinem Umfeld. Repertoire, Spieltechnik und Aufführungspraxis, Ortus Studien, 2023